# Sangmelima
Sangmelima é uma cidade dos Camarões localizada na província de Região Sul. Sangmelima é a capital do departamento de Dja-et-Lobo.